# Klaus-Dieter Baumgarten
Klaus-Dieter Baumgarten (Werna, 1 de março de 1931 — †Zeuthen, 17 de fevereiro de 2008) foi um político alemão do Partido Socialista Unificado da Alemanha (SED) na República Democrática Alemã (RDA). De 1979 a 1989, o coronel-general foi vice-ministro da Defesa Nacional e chefe das tropas de fronteira da RDA. Em 1996, ele foi condenado a seis anos e meio de prisão por onze acusações de homicídio culposo e cinco acusações de tentativa de homicídio culposo cometidas contra refugiados da RDA.

## Vida
Baumgarten, filho de um jardineiro, aprendeu a profissão de carpinteiro em Ellrich a partir de 1945 e trabalhou nessa profissão até 1949. Em 1946, ele se juntou à Juventude Alemã Livre (FDJ) e, dois anos depois, ao SED. Em 7 de fevereiro de 1949, ele foi contratado pela Polícia Popular Alemã (VP). Inicialmente em vários cargos, ele frequentou a Universidade da Polícia Popular Quartel em 1953/54 e foi nomeado major. Até 1959, ele chefiou o departamento de treinamento de combate no comando da polícia de fronteira da RDA. Ele então se formou em uma academia militar soviética. Em 1963/64 foi 1º Vice-Comandante da Brigada de Fronteira Kalbe (Milde). Em 1964/65, ele ocupou uma cadeira na Academia Militar do NVA em Dresden. De 1965 a 1970, Baumgarten serviu como 1º Vice-Chefe das Tropas de Fronteira da RDA. De 1970 a 1972, ele estudou na Academia de Estado-Maior da União Soviética. De 1973 a 1978, ele foi comandante do Comando de Fronteira Sul e foi promovido a major-general em 1974. Em 1978, ele passou para o comando das tropas de fronteira como chefe do Estado-Maior.
De 1º de agosto de 1979 a 31 de dezembro de 1989, Baumgarten sucedeu Erich Peter como vice-ministro da Defesa Nacional e chefe das tropas de fronteira da RDA. Em 25 de setembro de 1979, foi promovido a tenente-general por ocasião do 30º aniversário da RDA em 7 de outubro de 1979.  Ele foi membro da liderança distrital do SED em Erfurt de 1974 a 1979 e, a partir de 1981, foi candidato ao Comitê Central (CC) do SED. Em 6 de outubro de 1988, foi promovido a coronel-general. Como chefe das tropas de fronteira, Baumgarten foi responsável pela expansão das fortificações fronteiriças da RDA na fronteira interna da Alemanha com minas de fragmentação e campos de tiro automáticos.  Em fevereiro de 1990, ele se aposentou (sucessor: Dieter Teichmann como chefe do GT / chefe de segurança de fronteira). Em 1990, Baumgarten tornou-se membro do Partido do Socialismo Democrático (PDS) e, em 2001, renunciou ao partido. Baumgarten sucumbiu ao câncer em 17 de fevereiro de 2008 em Zeuthen.

## Condenação por homicídio culposo
Após a queda do Muro de Berlim e a revolução pacífica na RDA, o Ministério Público do estado de Berlim investigou Baumgarten e outros generais das tropas de fronteira. O julgamento começou em 27 de outubro de 1995.Em 10 de setembro de 1996, Klaus-Dieter Baumgarten foi condenado à prisão por onze acusações de homicídio culposo e cinco acusações de tentativa de homicídio culposo cometidas contra refugiados da RDA condenado a seis anos e meio. Cinco ex-generais co-acusados das tropas de fronteira da RDA receberam sentenças entre três anos e nove meses e três anos e três meses.  A partir de 12 de novembro de 1996, ele ficou sob custódia (Berlin-Moabit) por causa do risco de fuga. Mais tarde, ele foi preso na penitenciária de Berlim-Plötzensee. Em 1997, o Tribunal Federal de Justiça rejeitou o recurso de Baumgarten. A existência de uma ordem para atirar, sistemas de disparo automático e minas foi negada por Baumgarten nos julgamentos e em escritos posteriores. Baumgarten descreveu a construção do Muro como uma medida que foi tomada "para mostrar à República Federal da Alemanha os limites de seu poder".  Baumgarten descreveu sua prisão como uma perversão da justiça e privação de liberdade. De acordo com o juiz Föhrig, Baumgarten estava "em sua obstinação e intransigência [...] por nenhum réu conhecido por mim [...] mesmo aproximadamente".

## Perdão
Em dezembro de 1999, ele foi perdoado pelo senador da Justiça e prefeito Eberhard Diepgen depois de cumprir cerca de metade de sua pena de prisão sem justificativa, contra a resistência do Ministério Público, do comitê de clemência da Câmara dos Representantes de Berlim e do tribunal de primeira instância sob o juiz Friedrich-Karl Föhrig, e libertado da prisão em 15 de março de 2000. Desde 1990, Baumgarten escreve artigos para o jornal diário Neues Deutschland. Após sua prisão, ele enviou cartas da prisão para os jornais do PDS.  Baumgarten era completamente irracional até sua morte, escreveu Der Spiegel em um obituário.

## Publicações
- Erinnerungen. Autobiographie des Chefs der Grenztruppen der DDR, edition ost, Berlim  2008, ISBN 978-3-360-01095-7
- Ed. com Peter Freitag: Die Grenzen der DDR. Geschichten, Fakten, Hintergrund, edição ost, Berlim 2004, ISBN 3-360-01057-4[4]
- Die Staatsgrenze der Deutschen Demokratischen Republik ist stets zuverlässig geschützt – Zum 35. Jahrestag der Grenztruppen der DDR. In: Militärwesen, Vol. 25 (1981), Edição 11, pp. 3ff.